# Servaas Bingé
Servaas Bingé is een Belgische huisarts, sportarts en ondernemer. Hij was ploegarts van het wielerteam Lotto-Soudal en richtte in 2019 samen met Jelle Van Den Velde de onderneming emma.health op, een digitaal medisch platform voor gezondheidsadvies en preventieve gezondheidszorg. Bingé publiceerde een aantal boeken over zijn visie op gezondheid en geeft daarnaast lezingen. Bingés visie is dat van een healthitude: gezond blijven en niet ziek worden door goede gewoontes in je levensstijl.
Zijn boek De Lijst, beschreven als een tiendaags eliminatiedieet met doel om je lichaam te ‘resetten’, bevat een lijst van voedsel dat vermeden moet worden. De Lijst stond in oktober 2019 op plaats 4 van de boeken-top 10 van Standaard Boekhandel. Het werd bekritiseerd door diëtiste Marry Stottelaar die stelde dat niet alle lichamelijke klachten op te lossen zijn met voeding. Ze vond het ook niet genoeg wetenschappelijk onderbouwd. In het wetenschappelijk maandblad Eos Wetenschap werd het tiendaagse eliminatiedieet afgeraden door voedingsdeskundige Patrick Mullie. Hij raadde aan dat mensen die gezond willen eten de omgekeerde voedingsdriehoek van het Vlaams Instituut Gezond Leven zouden volgen. Ook het Nederlandse Voedingscentrum zette enkele kanttekeningen bij het eliminatiedieet.
In mei 2024 heeft SKEPP de  Skeptische Put 2023 aan Bingé toegekend, omdat hij was afgedwaald van bewezen geneeskunde In het najaar van 2024 nam hij deel aan De Verraders op VTM, waarin hij in de eerste aflevering vermoord werd.

## Publicaties
- Nooit meer naar de dokter: hoe u zelf kan zorgen dat u gezond bent en blijft. Borgerhoff & Lamberigts, 2017. ISBN 978-90-8931-775-9
- De lijst: eet jezelf gezond(er). Borgerhoff & Lamberigts, 2019. ISBN 978-94-6393-058-1
- 16:8: met intermittent fasting naar een gezonder gewicht. Borgerhoff & Lamberigts, 2020. ISBN 978-94-639-3185-4
- Immuun: blijf gezond, bewaak je weerstand. Borgerhoff & Lamberigts, 2020. ISBN 978-94-6393-309-4
- 16:8 vastenkookboek. Borgerhoff & Lamberigts, 2021. ISBN 978-94-6393-363-6
- Het recept: wat je moet eten en waarom. Borgerhoff & Lamberigts, 2022. ISBN 978-94-6393-657-6